# (2240) Tsai
(2240) Tsai est un astéroïde de la ceinture principale.

## Description
(2240) Tsai est un astéroïde de la ceinture principale. Il fut découvert le 30 décembre 1978 à Harvard par l'observatoire de l'université Harvard. Il présente une orbite caractérisée par un demi-grand axe de 3,15 UA, une excentricité de 0,15 et une inclinaison de 0,8° par rapport à l'écliptique.

## Nom
(2240) Tsai fut nommé en l'honneur de Tsai Chang-hsien (1923-2009), astronome taïwanais. La citation de nommage lui rendant hommage, publiée le 1er juin 1980, mentionne : 

« Nommé en l'honneur de Tsai Chang-hsien, directeur de l'observatoire de Taipei depuis la Seconde Guerre mondiale, observateur actif des planètes et des étoiles variables et vulgarisateur de longue date de l'astronomie. Il a éclairé le public et dirigé l'activité de l'astronomie amateur pendant plus de trois décennies avec beaucoup de patience et de dévouement. »

— Minor Planet Circular 5360

## Compléments